# Alexandr Kibalnikov
Alexandr Kibalnikov (Orékhovo-Zúievo un assentament al costat del riu Medveditsa (en l'actualitat a la regió de Volgograd), 22 d'agost de 1912 - Moscou, 5 de setembre de 1987) Fou un escultor soviètic.

## Biografia
De 1929 a 1932 va estudiar al departament de pintura de l'Escola d'Art de Saràtov, i després es va traslladar a Moscou.
Alexandr Kibalnikov és l'autor dels monuments a Nikolai Txernishevski i Vladimir Lenin a Saràtov (arquitecte I. I. Menyakin). El 1949, el treball de Kibalnikov en la creació de la seva estàtua en bronze de Txernishevski va ser recompensat amb el Premi Stalin.
Kibalnikov va participar en els treballs sobre l'escultura monumental de Vladímir Maiakovski a Moscou en la dècada de 1950. Molts famosos mestres van tractar de crear la imatge del poeta en escultura, entre ells Mateu Manizer, Serguei Konenkov, Nikolai Tomski, Ievgueni Vutxètitx, Lev Kerbel. El treball de Kibalnikov va rebre suport a causa de la seva vibrant expressivitat, i va guanyar l'aprovació final. La figura de bronze del poeta es va donar a conèixer el 1958; el 1959 l'escultor va ser guardonat amb el Premi Lenin per a aquest treball.
El treball de Kibalnikov al monument a Serguei Iessenin a Riazan, que va donar a conèixer el 1975, li va valer el Premi Repin de la Federació Russa.
Kibalnikov va crear el retrat escultòric en marbre de Tretiakov l'any 1961. Des de feia més de 20 anys que va alimentar el seu somni de crear un monument a Pàvel Tretiakov. Kibalnikov va complir amb la seva tasca de manera brillant. Tant la mida i el color del monument es barregen a la perfecció en el complex de la Galeria Tretiakov. El monument es va inaugurar el 1980.
Va ser membre titular de l'Acadèmia Russa de les Arts. Membre del PCUS des de 1963.
En 1963-1966, va ser President del Consell de la Unió d'Artistes de Moscou.
Alexandr Kibalnikov va morir el 5 de setembre de 1987. Va ser enterrat a Moscou al Cementiri de Novodévitxi (parcel·la número 10).

## Premis
- Premi Stalin de segon grau (1949) - per al retrat escultòric de N. Txernishevski en bronze (1948)
- Premi Stalin de segon grau (1951) - per al retrat escultòric Ióssif Stalin, feta de guix (1950)
- Premi Lenin (1959) - per al monument a Vladímir Maiakovski a Moscou[2]
- Artista del Poble de l'URSS (1963).
- Premi Estatal de la RSFSR Repin (1976) - per al monument a S. A. Iessenin a Riazan
- Medalla d'Or de l'Acadèmia Russa de les Arts (1983) - per al monument Pàvel Tretiakov a Moscou[3]
- Orde de la Bandera Roja del Treball
- Medalla per la Tasca Meritòria durant la Gran Guerra Patriòtica de 1941-1945.